# Gemeinde Prizren
Die Gemeinde Prizren (albanisch Komuna e Prizrenit, serbisch Општина Призрен Opština Prizren, türkisch Prizren Belediyesi) ist eine Gemeinde im Kosovo. Sie liegt im Bezirk Prizren. Verwaltungssitz ist die Stadt Prizren.

## Geschichte
Die Gemeinde Prizren ist mit Beginn des Jahres 1960 als eine der damals 28 kosovarischen Gemeinden neu gegründet worden. 1965/1966 wird die Gemeinde Zym abgeschafft und das Gebiet vollständig der Gemeinde Prizren zugeteilt.
Das serbische Regime teilte die Gemeinde Opolje, welche es 1990 durch Zerschlagung der Gemeinde Dragash erschaffen hatte, im Jahre 1992 der Gemeinde Prizren zu. 1999/2000 machte die UNMIK dies wieder rückgängig und stellte den vorherigen Status der Gemeinde Dragash mitsamt dem Gebiet Opoja wieder her.
2008 wird die Ortschaft Mamusha aus der Gemeinde ausgegliedert und ihr Gebiet zur selbstständigen Gemeinde Mamusha erhoben.

## Geographie
Die Gemeinde Prizren befindet sich im Süden des Kosovo. Im Süden grenzt sie an die Gemeinde Dragash, im Osten an die Gemeinde Štrpce, im Norden an die Gemeinde Suhareka und Gemeinde Rahovec und im Nordwesten an die Gemeinde Gjakova. Die Fläche beträgt 627 km². Zusammen mit den Gemeinden Suhareka, Malisheva, Mamusha und Dragash bildet die Gemeinde den Bezirk Prizren.

### Nachbargemeinden
| Gjakova     | Rahovec, Mamusha                            | Suhareka                   |
| Has (ALB)   | Kompassrose, die auf Nachbargemeinden zeigt | Štrpce                     |
| Kukës (ALB) | Dragash                                     | Tetovo (NMK), Tearce (NMK) |

## Bevölkerung
Die letzte Volkszählung aus dem Jahr 2011 ergab für die Gemeinde Prizren eine Einwohnerzahl von 177.781. Gemäß neuester amtlicher Schätzung von 2021 ist diese Zahl auf 194.581 angestiegen.
2011 deklarierten sich 145.718 (81,96 %) als Albaner, 16.896 (9,50 %) als Bosniaken, 9.091 (5,11 %) als Türken, 2.899 (1,63 %) als Roma, 1.350 (0,76 %) als Aschkali, 655 (0,37 %) als Goranen, 237& (0,13 %) als Serben und 168 als Balkan-Ägypter.
170.640 deklarierten sich als Muslime, 5.999 als Katholiken, 250 als Orthodoxe, 541 gaben keine Antwort und 85 waren konfessionslos.
| Zensus    | 1948   | 1953   | 1961   | 1971   | 1981    | 1991    | 2011    | 2021    |
| --------- | ------ | ------ | ------ | ------ | ------- | ------- | ------- | ------- |
| Einwohner | 53.261 | 58.251 | 68.453 | 95.676 | 131.774 | 175.426 | 177.781 | 194.581 |

| Ethnie           | Albaner | Serben | Türken | Bosniaken | Roma  | Aschkali | Goranen | Balkan-Ägypter | Andere | Unbekannt | Antwort verweigert |
| ---------------- | ------- | ------ | ------ | --------- | ----- | -------- | ------- | -------------- | ------ | --------- | ------------------ |
| Einwohner (2011) | 145.718 | 237    | 9.091  | 16.896    | 2.899 | 1.350    | 655     | 168            | 386    | 159       | 222                |

| Religion         | Muslime | Orthodoxe | Katholiken | Konfessionslose | Andere | Unbekannt | Antwort verweigert |
| ---------------- | ------- | --------- | ---------- | --------------- | ------ | --------- | ------------------ |
| Einwohner (2011) | 170.640 | 250       | 5.999      | 85              | 74     | 192       | 541                |

## Orte
Die folgende Liste soll einen Überblick über die Orte innerhalb der Gemeinde Prizren verschaffen.
| Albanisch         | Serbisch        | Einwohnerzahl (2011) |
| ----------------- | --------------- | -------------------- |
| Atmaxha           | Atmađa          | 1.685                |
| Billusha          | Biluša          | 1.495                |
| Bogoshec          | Bogoševac       | -                    |
| Caparca           | Caparca         | 848                  |
| Dedaj             | Dedaj           | 619                  |
| Dobrushta         | Dobrušte        | 495                  |
| Dojnica           | Dojnica         | 1.096                |
| Drajçiq           | Drajčići        | 151                  |
| Grazhdanik        | Graždanik       | 884                  |
| Gërnçar           | Grnčare         | 1.318                |
| Gjonaj            | Đonaj           | 4.818                |
| Gornjasella       | Gornje Selo     | 292                  |
| Gorozhup          | Gorožup         | 290                  |
| Hoça e Qytetit    | Hoča Zagradska  | 3.410                |
| Jabllanica        | Jabllanica      | 351                  |
| Jeshkova          | Ješkovo         | 434                  |
| Kabash            | Kabaš           | 0                    |
| Kabash i Hasit    | Kabaš Has       | 882                  |
| Karashëngjergj    | Karašinđerđ     | 1.099                |
| Kobaja            | Kobanja         | 0                    |
| Kojusha           | Kojuš           | 509                  |
| Korisha           | Koriša          | 5.279                |
| Krajk             | Krajk           | 1.676                |
| Krusha e Vogël    | Mala Kruša      | 937                  |
| Kushnin           | Kušnin          | 2.110                |
| Kushtendil        | Kuštendil       | 0                    |
| Landovica         | Landovica       | 1.194                |
| Leskovec          | Leskovac        | 134                  |
| Lez               | Lez             | 2                    |
| Lubinja e Epërme  | Gornje Ljubinje | 1.925                |
| Lubinja e Poshtme | Donje Ljubinje  | 1.227                |
| Lubiçeva          | Ljubičevo       | 1.602                |
| Lubizhda          | Ljubižda        | 5.982                |
| Lubizhda e Hasit  | Ljubižda Has    | 2.719                |
| Lukinaj           | Ljukinaj        | 558                  |
| Lutogllava        | Ljutoglav       | 1.218                |
| Llokvica          | Llokvica        | 339                  |
| Malësia e Re      | Nova Šumadija   | 742                  |

| Albanisch         | Serbisch      | Einwohnerzahl (2011) |
| ----------------- | ------------- | -------------------- |
| Manastirica       | Manastirica   | 1.107                |
| Mazrek            | Mazrek        | 1.177                |
| Medvec            | Medvece       | 1.062                |
| Milaj             | Miljaj        | 37                   |
| Muradem           | Muradem       | 515                  |
| Mushnikova        | Mušnikovo     | 1.133                |
| Nashec            | Našec         | 1.379                |
| Nebregoshta       | Nebregošte    | 579                  |
| Novak             | Novake        | 88                   |
| Novosella         | Novo Selo     | 309                  |
| Petrova           | Petrovo Selo  | 1.194                |
| Pirana            | Pirana        | 2.417                |
| Pllaneja          | Planeja       | 681                  |
| Pllanjan          | Planjane      | 1.104                |
| Poslishta         | Poslište      | 1.520                |
| Prevalla          | Prevalac      | -                    |
| Prizren           | Prizren       | 85.119               |
| Randobrava        | Randubrava    | 1.142                |
| Reçan             | Rečane        | 951                  |
| Romaja            | Romaja        | 2.747                |
| Sërbica e Epërme  | Gornja Srbica | 179                  |
| Sërbica e Poshtme | Donja Srbica  | 674                  |
| Skorobishta       | Skorobište    | 1.128                |
| Smaç              | Smać          | 375                  |
| Sredska           | Sredska       | 69                   |
| Struzha           | Stružje       | 102                  |
| Shkoza            | Škoza         | 788                  |
| Shpenadia         | Špinadija     | 1168                 |
| Trepetnica        | Trepetnica    | 138                  |
| Tupec             | Tupec         | 398                  |
| Velezha           | Veleža        | 460                  |
| Vërbiçan          | Vrbičane      | 0                    |
| Vërmica           | Vrbnica       | 661                  |
| Vlashnja          | Vlašnja       | 1700                 |
| Zojz              | Zojić         | 828                  |
| Zym               | Zjum Has      | 1.728                |
| Zhivinjan         | Živinjane     | 0                    |
| Zhur              | Žur           | 5.909                |

## Politik
Der Rat der Großgemeinde (albanisch Kuvendi komunal, serbisch Skupština opštine) hat 41 Mitglieder. Ratspräsident ist Nijazi Kryeziu. Der Rat setzt sich seit den Kommunalwahlen 2009 wie folgt zusammen:
- Partia Demokratike e Kosovës: 12 Sitze
- Lidhja Demokratike e Kosovës: 11 Sitze
- Aleanca për Ardhmërinë e Kosovës: 4 Sitze
- Kosova Demokratik Türk Partisi: 3 Sitze
- Lidhja Demokratike e Dardanisë: 3 Sitze
- Aleanca Kosova e Re: 2 Sitze
- Partia e Re: 2 Sitze
- Partia e Drejtësisë: 2 Sitze
- Koalition Vakat: 1 Sitz
- Partia Reformiste ORA: 1 Sitz

### Bürgermeister
Die Bürgermeister der Gemeinde waren seit dem Jahr 2000:
- 2000–2002: Eqrem Kryeziu (LDK)
- 2002–2007: Eqrem Kryeziu (LDK)
- 2007–2009: Ramadan Muja (PDK)
- 2009–2013: Ramadan Muja (PDK)
- 2013–2017: Ramadan Muja (PDK)
- 2017–2021: Mytaher Haskuka (VV)
- seit 2021: Shaqir Totaj (PDK)